# نهائي كأس النرويج 2012
نهائي كأس النرويج 2012 هي المباراة النهائية من منافسة كأس النرويج 2012، أقيمت المباراة في 25 نوفمبر 2012، في ملعب أوليفول، بين فريقي IL Hødd ‏، وترومسو إيدريتسلاغ، بعد أن هزم IL Hødd ‏، وبعد أن هزم ترومسو إيدريتسلاغ، بنتيجة 5 - 3، وكان حكم المباراة Kjetil Sælen ‏.

## تفاصيل المباراة
لعبت المباراة النهائية في 25 نوفمبر 2012.
| No ID | 5 -3 | ترومسو إيدريتسلاغ |
| ----- | ---- | ----------------- |
|       |      |                   |